# Prosopocoilus guerlachi
Prosopocoilus guerlachi là một loài bọ cánh cứng trong họ Lucanidae. Loài này được Didier & Seguy mô tả khoa học năm 1953.